# پیسترزو
پیسترزو (به ایتالیایی: Pisterzo) یک منطقهٔ مسکونی در ایتالیا است که در پروسدی واقع شده‌است. پیسترزو ۸۰ نفر جمعیت دارد و ۴۶۶ متر بالاتر از سطح دریا واقع شده‌است.